# (667) Denise
(667) Denise – planetoida z grupy pasa głównego asteroid okrążająca Słońce w ciągu 5 lat i 249 dni w średniej odległości 3,18 j.a. Została odkryta 23 lipca 1908 roku w Landessternwarte Heidelberg-Königstuhl, w Heidelbergu przez Augusta Kopffa. Nazwa planetoidy pochodzi od francuskiego imienia, została zainspirowana literami oznaczenia asteroidy [1908 DN] w imieniu DeNise. Przed jej nadaniem planetoida nosiła oznaczenie tymczasowe (667) 1908 DN.